# Ramazzottius caucasicus
Ramazzottius caucasicus är en djurart som tillhör fylumet trögkrypare, och som beskrevs av Vladimir I. Biserov 1998. Ramazzottius caucasicus ingår i släktet Ramazzottius och familjen Hypsibiidae. Inga underarter finns listade i Catalogue of Life.